# Палден Лхамо

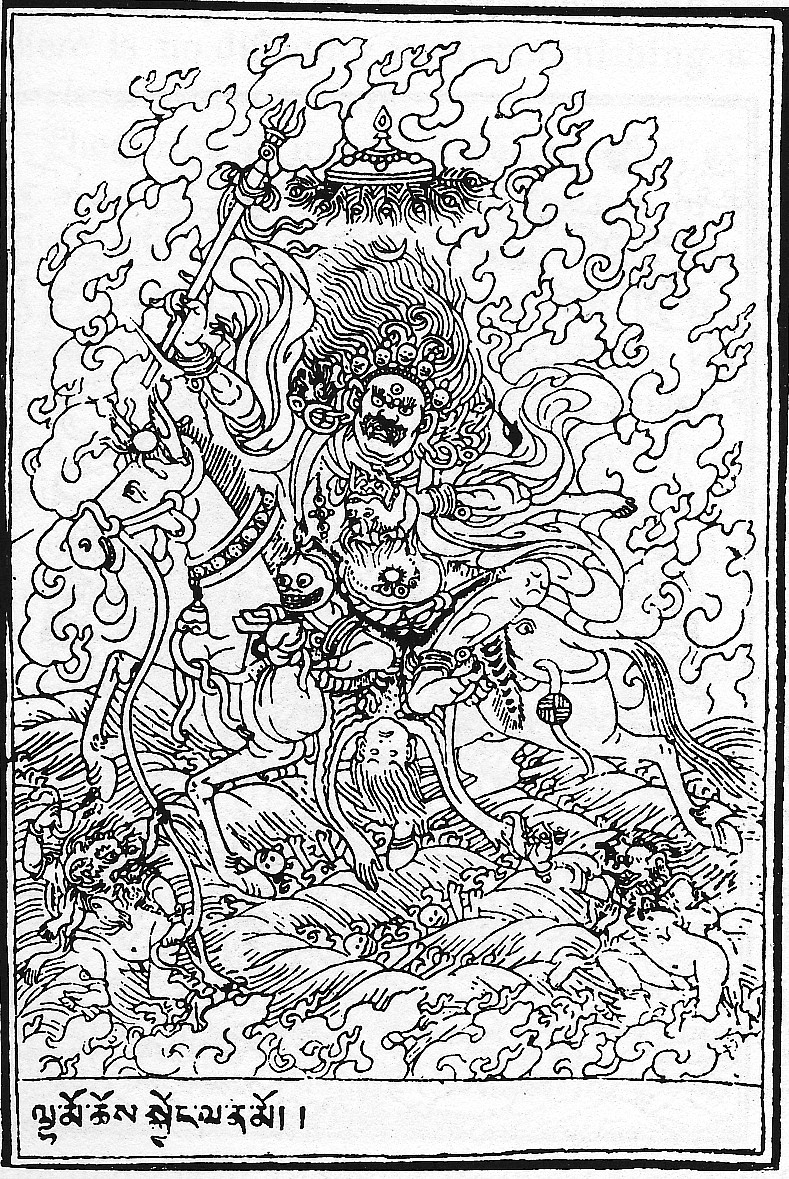
Палден Лхамо

Палден Лхамо (тиб. དཔལ་ ལྡན་ ལྷ་ མོ) — Прославлена Богиня; на санскриті — Шрі Деві, монг. Балдан Лхамо — в тибетському буддизмі: гнівне жіноче божество, одна з восьми основних дгармапал. Є гнівною формою богині Сарасваті. У тибетській міфології зближується з Калі. Однак у монгольських народів вона постає як Охин Тенгрі — Велика Мати. Вважається, що Палден Лхамо зцілює від усіх хвороб і є берегинею таємниць життя і смерті.
Її свято (день Упосатхі — 25-й день місячного календаря) відзначають напередодні буддійського нового року.

## Легенди
Аюр зазначає, що спочатку вона була царицею демонів-людожерів Цейлону. Безуспішно намагаючись відвернути від канібалізму свого чоловіка, вона, щоб помститися йому, вбила їхнього спільного сина і зробила з його шкіри попону для свого мула. Коли її чоловік пустив стрілу в мула, то у останнього в задній частині тіла з рани утворилося око.
За іншою легендою, спочатку вона була красивою дівчиною, яка вступила в сексуальний зв'язок з демоном, щоб утихомирити його. Згодом з'ясувалося, що вона завагітніла. Чернець повідомив їй, що вона має в утробі страшного демона, тоді вона з милосердя до людей вбила свого сина.
Відповідно до третьої легенди, вона вбила свого сина через те, що той був байдужим до навчання Дгарми.
Також відома старовинна оповідь про те, як одного разу глава школи Карма Каг'ю тибетського буддизму Кармапа призначив Палден Лхамо своєї захисницею. Будучи при імператорському дворі в Монголії, цей лама виявив непокору імператору, і останній наказав прив'язати його до хвоста коня. Перебуваючи на краю загибелі, великий Кармапа закликав на допомогу Палден Лхамо, але та не з'явилася вчасно. За допомогою спеціальних заклинань, розв'язавши мотузки, лама звільнився і побачив, що наближається Палден Лхамо, коли в ній вже не було потреби.

## Іконографія
Зображується у вигляді вершниці на білому або жовтому мулі (віслюку). У неї три ока, синьо-чорна шкіра і вогненне волосся. В одній руці вона тримає дубину з ваджрою, в іншій — чашу з черепа. Її шатами служить тигрова спідниця і намисто з людських голів. Зачіска прикрашена золотим півмісяцем, на голові — корона з п'ятьма черепами. У вухах — сережки з підвісками. Ліва підвіска зображується у вигляді змії, що символізує ніч і водну стихію. Права підвіска — у вигляді лева, що символізує день і сонце. На животі Палден Лхамо на ланцюгу з кістяних намистин — підвіска у вигляді червоного сонця в золотих променях або у вигляді колеса Дхармачакри.

## Мантра
Їй присвячують особливу мантру: 
Джо Ракмо, Джо Ракмо Джо Джо Ракмо Тун Джо Кала Ра Ченмо Ракмо Ажа Дажа Тун Джо Рулу Рулу Хум Джо Хум.
JO RAMO JO RAMO JO JO RAMO TUNJO KALA RACHENMO RAMO AJA DAJA TUNJO RULU RULU HUNG JO HUNG